# Pteropus temminckii
Pteropus temminckii är en däggdjursart som beskrevs av Peters 1867. Pteropus temminckii ingår i släktet Pteropus och familjen flyghundar.
Artpitetet i det vetenskapliga namnet hedrar den holländska zoologen Coenraad Jacob Temminck.
Inga underarter finns listade i Catalogue of Life. Wilson & Reeder (2005) skiljer mellan två underarter.
Denna flyghund förekommer på centrala Moluckerna. Arten vistas i låglandet och i bergstrakter upp till 1000 meter över havet. Habitatet utgörs av skogar och andra områden med träd. Individerna bildar vid viloplatsen medelstora flockar.